# Travelling the Face of the Globe
Travelling the Face of the Globe è il quarto album della band inglese di origini israeliane Oi Va Voi.

## Tracce
1. Waiting – 4:10
2. I know What You Are – 3:06
3. Travelling the Face of the Globe – 3:48
4. Every Time – 5:35
5. S'brent (feat. Ági Szalóki) – 3:57
6. Magic Carpet – 4:33
7. Dusty Road – 3:18
8. Foggy Day – 3:36
9. Wonder (feat. Ági Szalóki) – 3:16
10. Long Way from Home – 3:12
11. Stitches and Runs – 3:38
12. Photograph – 3:48

## Formazione
- Lemez Lovas - tromba, tastiere, voce
- Josh Breslaw - batteria, percussioni
- Leo Bryant - basso
- Steve Levi - clarinetto, voce
- Nik Ammar - chitarra, mandolino, cori